# Coppa panamericana maschile di pallavolo 2010
La V Coppa panamericana maschile di pallavolo si svolse a San Juan, in Porto Rico, dal 24 al 29 maggio 2010. Al torneo parteciparono 9 squadre nazionali nordamericane e sudamericane e la vittoria finale andò per la quarta volta agli Stati Uniti.

## Squadre partecipanti
- Argentina
- Brasile
- Canada
- Colombia
- Messico
- Porto Rico
- Rep. Dominicana
- Stati Uniti
- Venezuela

## Gironi
| Gruppo A                | Gruppo B                       | Gruppo C                            |
| ----------------------- | ------------------------------ | ----------------------------------- |
| Brasile Canada Colombia | Messico Porto Rico Stati Uniti | Argentina Rep. Dominicana Venezuela |

## Fase finale

### Finali 1º e 3º posto
|  | Quarti          | Quarti    |             |            | Semifinali         | Semifinali         |  |  | Finale 1º/2º posto | Finale 1º/2º posto |
|  |                 |           |             |            |                    |                    |  |  |                    |                    |
|  |                 |           |             |            |                    |                    |  |  |                    |                    |
|  |                 |           |             |            |                    |                    |  |  |                    |                    |
|  | Stati Uniti     | 3         |             |            |                    |                    |  |  |                    |                    |
|  | Stati Uniti     | 3         |             |            |                    |                    |  |  |                    |                    |
|  | Rep. Dominicana | 0         |             |            |                    |                    |  |  |                    |                    |
|  | Rep. Dominicana | 0         | Stati Uniti | 3          |                    |                    |  |  |                    |                    |
|  |                 |           | Stati Uniti | 3          |                    |                    |  |  |                    |                    |
|  |                 | Brasile   | 0           |            |                    |                    |  |  |                    |                    |
|  |                 | Brasile   | 0           | -          |                    |                    |  |  |                    |                    |
|  |                 |           |             |            |                    |                    |  |  |                    |                    |
|  |                 | -         |             |            |                    |                    |  |  |                    |                    |
|  | Stati Uniti     | 3         |             |            |                    |                    |  |  |                    |                    |
|  | Stati Uniti     | 3         |             |            |                    |                    |  |  |                    |                    |
|  |                 | Argentina | 0           |            |                    |                    |  |  |                    |                    |
|  | Canada          | Argentina | 0           | 2          |                    |                    |  |  |                    |                    |
|  | Canada          |           |             | 2          |                    |                    |  |  |                    |                    |
|  | Porto Rico      | 3         |             |            |                    |                    |  |  |                    |                    |
|  | Porto Rico      | 3         | Porto Rico  | 2          | Finale 3º/4º posto | Finale 3º/4º posto |  |  |                    |                    |
|  |                 |           | Porto Rico  | 2          | Finale 3º/4º posto | Finale 3º/4º posto |  |  |                    |                    |
|  |                 | Argentina | 3           |            |                    |                    |  |  |                    |                    |
|  |                 | Argentina | 3           | -          | Brasile            | 1                  |  |  |                    |                    |
|  |                 |           |             | -          | Brasile            | 1                  |  |  |                    |                    |
|  |                 | -         |             | Porto Rico | 3                  |                    |  |  |                    |                    |
|  |                 |           |             | Porto Rico | 3                  |                    |  |  |                    |                    |
|  |                 |           |             |            |                    |                    |  |  |                    |                    |
|  |                 |           |             |            |                    |                    |  |  |                    |                    |

## Podio

### Campione
Formazione: 1 Watten, 2 Tarr, 3 McKinney, 5 Thornton, 6 Bittner, 7 Lipsitz, 10 Smith, 11 Hildebrand, 12 Clark, 13 Brunner, 16 Jablonsky, 19 McGuire, CT: McLaughlin

### Secondo posto
Formazione: 1 Giustiniano, 2 Castellani, 4 Ramos, 7 Vinti, 8 González, 10 Finoli, 12 Pereyra, 13 Franetovich, 14 Crer, 15 Ribone, 16 Poglajen, 17 López, CT: Grossi

### Terzo posto
Formazione: 1 J. Rivera, 2 Berríos, 3 Figueroa, 4 V. Rivera, 5 Muñiz, 6 Á. Pérez, 7 Escalante, 10 I. Pérez, 12 Soto, 13 Matías, 14 Morales, 18 Aquino, CT: Cardona

## Classifica finale
| Classifica | Squadre         | Qualificazione                   |
| ---------- | --------------- | -------------------------------- |
|            | Stati Uniti     |                                  |
|            | Argentina       |                                  |
|            | Porto Rico      | Qualificazioni World League 2011 |
| 4          | Brasile         |                                  |
| 5          | Canada          |                                  |
| 6          | Rep. Dominicana |                                  |
| 7          | Messico         |                                  |
| 8          | Colombia        |                                  |
| 9          | Venezuela       |                                  |